# Iskiernik wskaźnikowy
Iskiernik wskaźnikowy – urządzenie lub element wchodzący w skład ogranicznika przepięć pomagający w określeniu liczby prądów wyładowczych, które wystąpiły na ograniczniku, ich szacunkowej amplitudy oraz czasu trwania. Zastosowanie iskiernika wskaźnikowego wymaga, aby ogranicznik przepięciowy wyposażony był w izolowany zacisk uziemiający. Stan iskiernika nie pokazuje wyraźnie czy ogranicznik jest uszkodzony czy nie, ale pomaga w podjęciu decyzji co do dalszego jego użytkowania.